# Zanthojoppa speciosa
Zanthojoppa speciosa är en stekelart som först beskrevs av Tohru Uchida 1926.  Zanthojoppa speciosa ingår i släktet Zanthojoppa och familjen brokparasitsteklar. Inga underarter finns listade i Catalogue of Life.